# Побєда (газонафтове родовище)
Побєда — газонафтове родовище у територіальних водах Росії в Карському морі. Розташоване на схід від острова Нова Земля та у 250 км від материкової частини.

## Опис
Відкрите у 2014 році бурінням самої північної у світі на той момент свердловини «Университетская-1». Роботи виконувались компанією ExxonMobil в період введення санкцій по відношенню до Росії через агресію проти України. Проте ExxonMobil скористалась наявним перехідним періодом та завершила заплановані роботи.
Буріння здійснене напівпогружною буровою установкою West Alpha, яка у вересні 2014 року таки спорудила заплановану свердловину, що виявила поклади вуглеводнів у сеноманських (газ) та юрських (нафта) відкладеннях на рівні 2100 метрів від морського дна. Глибина моря в районі буріння 81 метр.
Запаси родовища за первісними оцінками складають 499 млрд м3 газу та 130 млн.т нафти.